# Ion Izagirre
Ion Izagirre Insausti (ur. 4 lutego 1989 w Ormaiztegi) – hiszpański kolarz szosowy. Olimpijczyk (2016 i 2020).
Kolarstwo uprawia również jego brat, Gorka Izagirre.

## Osiągnięcia
Opracowano na podstawie:

2008
- 3. miejsce w mistrzostwach Hiszpanii U23 (start wspólny)

2012
- 3. miejsce w Les Boucles du Sud Ardèche
- 1. miejsce na etapie 2b Vuelta a Asturias
- 1. miejsce na 16. etapie Giro d’Italia

2013
- 2. miejsce w mistrzostwach Hiszpanii (start wspólny)
- 2. miejsce w Tour de Pologne

2014
- 2. miejsce w mistrzostwach Hiszpanii (jazda indywidualna na czas)
- 1. miejsce w mistrzostwach Hiszpanii (start wspólny)
- 2. miejsce w Tour de Pologne

2015
- 2. miejsce w Grand Prix Miguel Indurain
- 3. miejsce w Vuelta al País Vasco
- 2. miejsce w Prueba Villafranca-Ordiziako Klasika
- 1. miejsce w Tour de Pologne
- 3. miejsce w mistrzostwach świata (jazda drużynowa na czas)

2016
- 2. miejsce w Volta ao Algarve
- 1. miejsce w Grand Prix Miguel Indurain
- 3. miejsce w Tour de Romandie
  - 1. miejsce w prologu
- 2. miejsce w Tour de Suisse
  - 1. miejsce na 8. etapie
- 1. miejsce w mistrzostwach Hiszpanii (jazda indywidualna na czas)
- 1. miejsce na 20. etapie Tour de France

2017
- 3. miejsce w Vuelta al País Vasco
- 3. miejsce w mistrzostwach Hiszpanii (start wspólny)

2018
- 3. miejsce w Vuelta al País Vasco
- 3. miejsce w mistrzostwach Hiszpanii (jazda indywidualna na czas)
- 9. miejsce w Vuelta a España

2019
- 1. miejsce w Volta a la Comunitat Valenciana
- 2. miejsce w Vuelta a Andalucía
- 1. miejsce na 8. etapie Paryż-Nicea
- 1. miejsce w Vuelta al País Vasco
- 1. miejsce na 1. etapie Vuelta a España (jazda drużynowa na czas)

2020
- 1. miejsce na 6. etapie Vuelta a España

2021
- 3. miejsce w Paryż-Nicea
- 1. miejsce na 4. etapie Vuelta al País Vasco
- 1. miejsce w mistrzostwach Hiszpanii (jazda indywidualna na czas)

2022
- 2. miejsce w Vuelta al País Vasco
  - 1. miejsce na 6. etapie

2023
- 1. miejsce w Grand Prix Miguel Indurain
- 3. miejsce w Vuelta al País Vasco
- 1. miejsce na 12. etapie Tour de France

## Rankingi
| Rok              | 2010  | 2011 | 2012 | 2013 | 2014 | 2015 | 2016 | 2017 | 2018  | 2019 | 2020 | 2021 | 2022 | 2023 | 2024 |
| ---------------- | ----- | ---- | ---- | ---- | ---- | ---- | ---- | ---- | ----- | ---- | ---- | ---- | ---- | ---- | ---- |
| UCI World Tour   |       | -    | 86.  | 32.  | 49.  | 30.  | 11.  | 23.  | 23.   |      |      |      |      |      |      |
| World Ranking    |       |      |      |      |      |      | 12.  | 40.  | 29.   | 62.  | 125. | 55.  | 79.  | 55.  | 74.  |
| UCI Europe Tour  | 1060. |      |      |      |      |      | 79.  | 504. | 1166. | 50.  | 103. | 46.  | 67.  | 44.  | 59.  |
| UCI America Tour | -     |      |      |      |      |      | 74.  | -    | -     |      |      |      |      |      |      |
|                  |       |      |      |      |      |      |      |      |       |      |      |      |      |      |      |
| Źródło: UCI      |       |      |      |      |      |      |      |      |       |      |      |      |      |      |      |